# La casa de vapor
La casa de vapor (La maison à vapeur) es una novela del escritor francés Jules Verne aparecida de manera seriada en el Magasin d’Éducation et de Récréation desde el 1 de diciembre de 1879 hasta el 15 de diciembre de 1880, y publicada en dos tomos el 5 de julio y el 11 de noviembre de 1880.

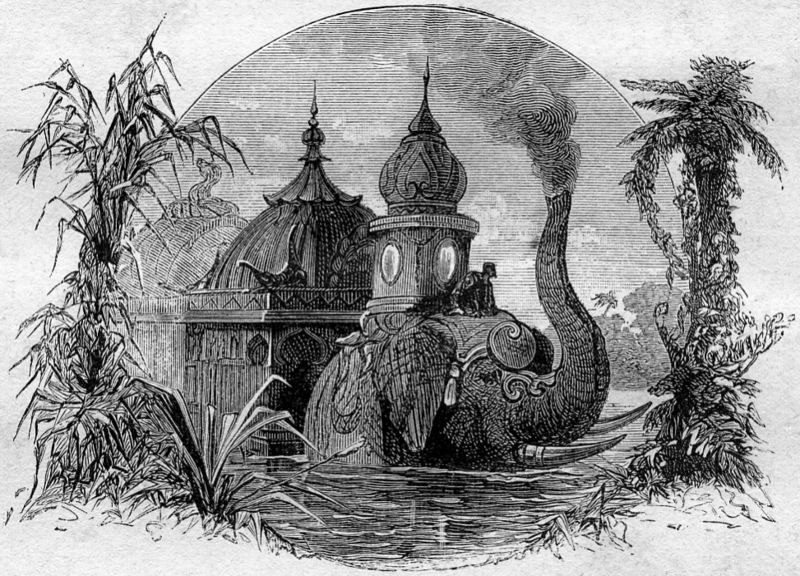

## Tema
El ingeniero Banks presenta un invento: una máquina rodante de vapor con forma de elefante con la que recorre el territorio del norte de la India.

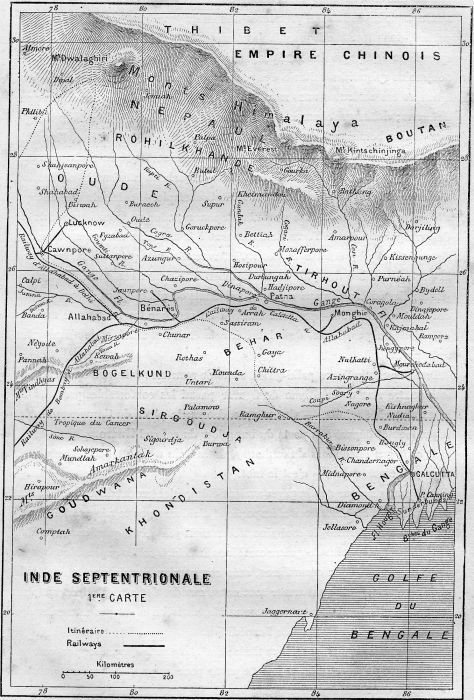

## Argumento
El ingeniero Banks invita al coronel Munro, al capitán Hood y al francés Maucler a acompañarlo a conocer el norte de la India en un extraño y fascinante vehículo con forma de elefante y movido por vapor: un precursor de la casa rodante. 

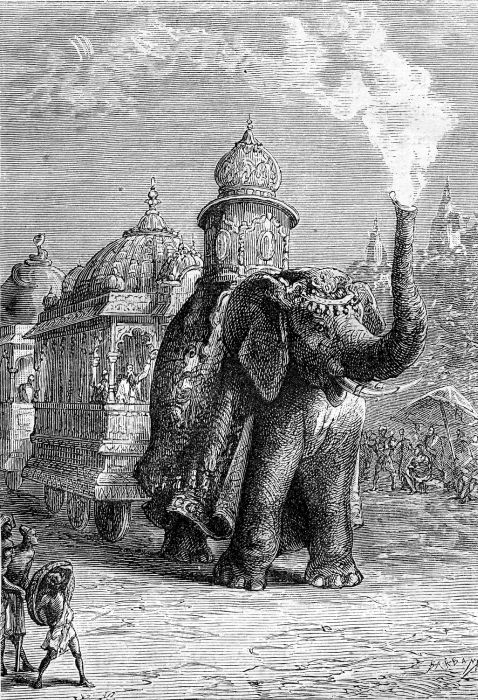

Después de muchas aventuras, se empieza a revelar que el coronel Munro guarda muchos secretos y planes para los viajeros, al mismo tiempo que Nana Sahib, un dirigente de la rebelión de los cipayos de 1857, parece regresar buscando venganza 10 años después.

## Capítulos
- I Una cabeza a precio.
- II El coronel Edward Munro.
- III La insurrección de los cipayos.
- IV En las cuevas de Ellora.
- V El “Gigante de Acero”, asombro de los indios.
- VI Comienzos de viaje.
- VII Peregrinación al Falgú.
- VIII Benarés.
- IX La ciudad de Prayagraj.
- X Via Crucis.
- XI Cambio de tiempo.
- XII Entre tres fuegos.
- XIII Las hazañas del capitán Hod.
- XIV Uno contra tres.
- XV El famoso pal de Tandit.
- XVI La vida de la llama errante.
- XVII “Los inconmensurables”.
- XVIII Van Guitt, el naturalista.
- XIX El kraal de Van Guitt.[1]
- XX Una soberana del Tarryani.
- XXI Sorpresivo ataque nocturno.
- XXII La despedida de Van Guitt.
- XXIII El infranqueable paso del Betwa.
- XXIV El capitán Hod contra Banks.
- XXV Ciento contra uno.
- XXVI El lago Puturia.
- XXVII Frente a frente.
- XXVIII Atado a la boca del cañón.
- XXIX La muerte del "Gigante de Acero".
- XXX El cincuenta del capitán.